# ماندارین مالزیایی
ماندارین مالزیایی (به انگلیسی: Malaysian Mandarin)
 (چینی ساده: 马来西亚华语; چینی سنتی: 馬來西亞華語; پین‌یین: Mǎláixīyà Huáyǔ) گویشی از گفتگو به چینی ماندارین در مالزی است که توسط قوم چینی در مالزی مورد استفاده قرار می‌گیرد. 
کسانی که از ماندارین مالزیایی برای صحبت کردن بهره می‌برند، به ندرت اصطلاحات ونام‌های محلی را هنگام گفتگو به ماندارین ترجمه می‌کنند. آنها ترجیح می‌دهند اسامی مکانهای مالایی را به صورت لفظی به شکل اصلی مالایی بیان کنند: به عنوان نمونه، حتی با وجود اینکه نام خیابان جالان بوکیت کپونگ به صورت "چینی: 武吉甲洞路" (wǔjí jiǎdòng lù, تحت الفظی "Bukit Kepong Road") در رسانه‌های چاپی محلی چینی نوشته شود، چینی‌های محلی تا حدودی هرگز از عبارت wǔjí jiǎdòng lù در گفتگوی روزانه استفاده نمی‌کنند.  

## جمعیت‌شناسی
از سال ۲۰۱۴، ۹۳ درصد از خانوارهای قوم چینی در مالزی از گویش‌های زبان چینی، از جمله ماندارین، برای صحبت کردن استفاده می‌کنند.